# Porquera (arma)

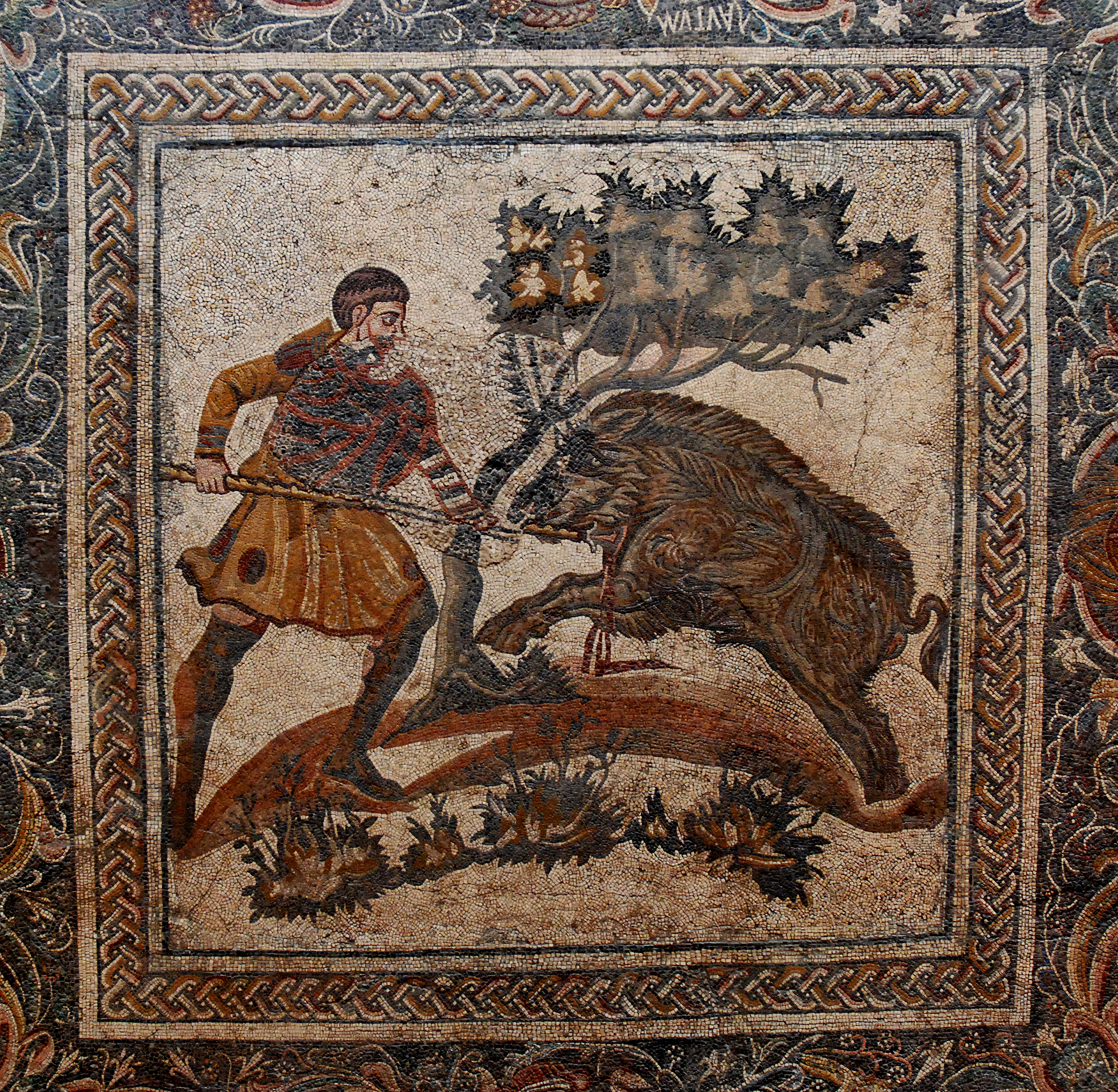
Hombre cazando un jabalí utilizando una porquera. Vista parcial de un mosaico romano.

Porquera es una especie de lanza, chuzo, venablo o jabalina usada antiguamente.
En un privilegio dado por el rey Juan I al obispo de Palencia, don Gutierre, en el año 1384, se dice: "Que todos los omes que anduvieren con el merino del obispo pueden traer las lanzas que llaman porqueras, aunque esté presente el rey."
Se llamó porquerón al que iba acompañado con esta lanza.
- El contenido de este artículo incorpora material del tomo 46 de la Enciclopedia Universal Ilustrada Europeo-Americana (Espasa), cuya publicación fue anterior a 1945, por lo que se encuentra en el dominio público.

- Datos: Q6082993